# Asplenium ambohitantelense
Asplenium ambohitantelense là một loài dương xỉ trong họ Aspleniaceae. Loài này được Rakotondr. mô tả khoa học đầu tiên năm 1988.